# أليكساندرو كيرتيان
أليكساندرو كيرتيان (بالرومانية: Alexandru Curtianu)‏ (11 فبراير 1974 بكيشيناو في مولدوفا - ) هو مدرب كرة قدم ولاعب كرة قدم مولدوفي في مركز الوسط. شارك مع منتخب مولدوفا لكرة القدم. أما مع النوادي، فقد لعب مع توربيدو موسكو وزمبرو تشيسيناو وزينيت سانت بطرسبرغ ونادي هامبورغ وويدزي لودز وأف سي موسكو وFC Torpedo-ZIL Moscow ‏.

## روابط خارجية
- أليكساندرو كيرتيان على موقع الاتحاد الأوربي (الإنجليزية)
- أليكساندرو كيرتيان على موقع قاعدة بيانات كرة القدم.إي يو (الإنجليزية)
- أليكساندرو كيرتيان على موقع ناشيونال فوتبول تيمز (الإنجليزية)
- أليكساندرو كيرتيان على موقع Soccerway.com (الإنجليزية)
- أليكساندرو كيرتيان على موقع عالم كرة القدم.نت (الإنجليزية)